# Pourcy
Pourcy település Franciaországban, Marne megyében. Lakosainak száma 192 fő (2022. január 1.). Pourcy Écueil, Chaumuzy, Marfaux és Nanteuil-la-Forêt községekkel határos.

## Népesség
A település népességének változása:
| Lakosok száma | 105  | 128  | 153  | 180  | 152  | 177  | 193  | 202  | 198  | 192  |
|               | 1968 | 1982 | 1990 | 2006 | 2013 | 2015 | 2017 | 2019 | 2020 | 2022 |